# Lyperogryllacris bodenklossi
Lyperogryllacris bodenklossi är en insektsart som först beskrevs av Heinrich Hugo Karny 1926.  Lyperogryllacris bodenklossi ingår i släktet Lyperogryllacris och familjen Gryllacrididae.

## Underarter
Arten delas in i följande underarter:
- L. b. bodenklossi
- L. b. impunctata